# Pigeon Hill
Pour les articles homonymes, voir Pigeon Hill (homonymie).
Pigeon Hill,,,,, parfois appelé Grosse-Butte, est un village de la Péninsule acadienne, dans le comté de Gloucester, au nord-est de la province canadienne du Nouveau-Brunswick. Le village a le statut de DSL. Dans le cadre de la réforme de la gouvernance locale du 1er janvier 2023, le DSL a été annexé à la ville d'Île-de-Lamèque.

## Toponyme
Le nom Pigeon Hill est possiblement dérivé de pitch in, qui signifie aider en anglais, parce que des goélettes de pêche se rendait à cet endroit pour de l'eau. Le village est aussi appelé Grosse-Butte d'après la colline sur lequel il est bâti.

## Géographie
Pigeon Hill se trouve au nord-est de l'Île de Lamèque. Il est bordé au nord par le havre de Miscou et à l'est par le golfe du Saint-Laurent. La plupart du territoire est plat et est composé principalement de tourbières et de marais. Au nord du village se trouve la pointe à Baleine.
Pigeon Hill est desservi par les routes 305 et 310. La route 113 se trouve à proximité. Le village comporte également un port, situé à la pointe à Baleine.
Pigeon Hill est généralement considéré comme faisant partie de l'Acadie.

### Géologie
Le sous-sol de Pigeon Hill est composé principalement de roches sédimentaires du groupe de Pictou datant du Pennsylvanien (entre 300 et 311 millions d'années).
L'érosion est considérée comme un problème important à Pigeon Hill, faisant perdre environ 3 mètres par an au littoral. De nombreux fossiles de végétaux incrustés de malachite et de connellite sont visibles à Pigeon Hill.

## Histoire
Pigeon Hill est situé dans le territoire historique des Micmacs, plus précisément dans le district de Sigenigteoag, qui comprend l'actuel côte Est du Nouveau-Brunswick, jusqu'à la baie de Fundy.
Selon ce que rapporte Donat Robichaud, la région est visitée par des pêcheurs Normands et Bretons dès la fin du XIIIe siècle. Les Bretons sont en fait bien établis avant 1536. Les Basques chassent la baleine en Europe à partir du XIIe siècle ou plus tôt mais, à la suite de l'effondrement de la population de ces cétacés, commencent à les chasser au sud du Labrador au XVIe siècle, en plus de pêcher la morue. Ces pêcheurs viennent surtout du Pays basque espagnol mais ceux du Pays basque français deviennent de plus en plus nombreux. Ils sont déjà bien installés vers 1540. Contrairement à une idée répandue, ils n'ont pas chassés la baleine de plus en plus loin jusqu'à atteindre l'Amérique mais s'y sont rendus directement. Vers 1632, les pêcheurs de morue basques se déplacent dans des endroits plus reculés, dont Caraquet, Paspébiac et Shippagan, notamment pour éviter les attaques des Inuits et des pirates anglais ou danois, mais aussi à cause de la baisse de la population de baleine et de l'ouverture de la pêche au Svalbard. La pêche basque dans la région dure sans encombre jusque vers la fin du XVIIe siècle.
La tourbière Pigeon Hill, sur la route 305, entre en opérations en 1979. Une autre tourbière, sur le chemin Grand-Ruisseau, entre en opération vers 1983. Le 18 décembre 2003, une bourrasque de vent de 80 kilomètres à l'heure a fait s'effondrer le clocher de l'église Saint-Pie-X, construite en 1962. Le toit et une voiture ont été fortement endommagés mais les gens situés à l'intérieur n'ont subi aucune blessure. L'église a été réparée et solidifiée en 2004.
Pigeon Hill est l'une des localités organisatrices du IVe Congrès mondial acadien, en 2009.

## Chronologie municipale
1786: La paroisse d'Alnwick est érigée dans le comté de Northumberland
.
1814: La paroisse de Saumarez est créée à partir de portions de la paroisse d'Alnwick et d'un territoire non organisé.
1826: Le comté de Gloucester est créé à partir des paroisses de Saumarez et de Beresford, du comté de Northumberland.
1831: La paroisse de Caraquet est créée à partir d'une portion de la paroisse de Saumarez.
1851: La paroisse de Shippagan est créée à partir d'une portion de la paroisse de Caraquet.
1851: La paroisse d'Inkerman est créée à partir de portions des paroisses de Caraquet et de Shippagan.
1867: Confédération canadienne.
Années 1870: Le comté de Gloucester est constitué en municipalité.
1947: Shippagan est constitué en municipalité dans le territoire de la paroisse.
1958: Le village de Shippagan obtient le statut de ville.
1966: La municipalité du comté de Gloucester est dissoute. La paroisse de Shippagan devient un District de services locaux. Des portions de la paroisse sont détachées pour former le village de Lamèque ainsi que les DSL de Le Goulet, de Sainte-Marie-sur-Mer et de Saint-Raphaël-sur-Mer.
1968: Le DSL de Pointe-Brûlée est créé à partir d'une portion de la paroisse de Shippagan.
1974: Le DSL de Pointe-Sauvage est créé à partir d'une portion de la paroisse de Shippagan.
1984: Les DSL de Baie-du-Petit-Pokemouche, Chemin-Coteau, de Chiasson-Savoy, de Cap-Bateau, de Haut-Lamèque, de Haut-Shippagan, de Miscou, de Petite-Lamèque, de Pointe-Alexandre, de Pointe-Canot, de Pigeon Hill, du Portage de Shippagan et de Sainte-Cécile sont créés à partir de portions de la paroisse de Shippagan.

## Démographie
(août 2016).
Le village comptait 535 habitants en 2006, comparativement à 537 en 2001, soit une baisse de 0,7 %. Il y avait 267 logements privés, dont 205 occupés par des résidents habituels. Le village a une superficie de 10,04 km2 et une densité de population de 53,3 habitants au kilomètre carré.

## Administration

### Comité consultatif
En tant que district de services locaux, Pigeon Hill est administré directement par le Ministère des Gouvernements locaux du Nouveau-Brunswick, secondé par un comité consultatif élu composé de cinq membres dont un président.

### Commission de services régionaux
Pigeon Hill fait partie de la Région 4, une commission de services régionaux (CSR) devant commencer officiellement ses activités le 1er janvier 2013. Contrairement aux municipalités, les DSL sont représentés au conseil par un nombre de représentants proportionnel à leur population et leur assiette fiscale. Ces représentants sont élus par les présidents des DSL mais sont nommés par le gouvernement s'il n'y a pas assez de présidents en fonction. Les services obligatoirement offerts par les CSR sont l'aménagement régional, l'aménagement local dans le cas des DSL, la gestion des déchets solides, la planification des mesures d'urgence ainsi que la collaboration en matière de services de police, la planification et le partage des coûts des infrastructures régionales de sport, de loisirs et de culture; d'autres services pourraient s'ajouter à cette liste.

### Représentation
Nouveau-Brunswick: Pigeon Hill fait partie de la circonscription de Lamèque-Shippagan-Miscou, qui est représentée à l'Assemblée législative du Nouveau-Brunswick par Paul Robichaud, du Parti progressiste-conservateur. Il fut élu en 1999 puis réélu depuis ce temps.
 Canada: Pigeon Hill fait partie de la circonscription fédérale d'Acadie-Bathurst. Cette circonscription est représentée à la Chambre des communes du Canada par Yvon Godin, du NPD. Il fut élu lors de l'élection de 1997 contre le député sortant Doug Young, en raison du mécontentement provoqué par une réforme du régime d’assurance-emploi.

## Économie
Entreprise Péninsule, un organisme basé à Tracadie-Sheila faisant partie du réseau Entreprise, a la responsabilité du développement économique de la région.
L'économie des îles de Lamèque et Miscou est dominée par la pêche, l'exploitation de la tourbe, la culture de petits fruits, le tourisme et les services. Des efforts de diversification économique sont pourtant en cours, notamment dans le secteur de l'énergie éolienne. En fait, le développement économique de la région est centré principalement sur la ville de Lamèque, même s'il y a quelques développements résidentiels au village.
Le port de Pigeon Hill est géré par le Comité portuaire de Pigeon Hill Inc. Il compte deux quais principaux, protégés par une jetée. La flotte est la plus importante de toute l'île de Lamèque et de Miscou. Elle est composée de 70 bateaux faisant en moyenne 13 mètres, spécialisés dans la pêche au homard et Hareng.

## Vivre à Pigeon Hill

### Éducation
Les élèves francophones bénéficient d'écoles à Ste-Marie-St_Raphael,  Lamèque et à Shippagan. La ville de Shippagan possède également le CCNB-Péninsule acadienne et un campus de l'Université de Moncton à Shippagan.
Il y a une bibliothèque publique à Lamèque.

### Religion
L'église Saint-Pie-X est le siège de la paroisse catholique du même nom, qui dessert aussi Coteau-Road.

### Services publics
Le détachement de la Gendarmerie royale du Canada ainsi que poste d'Ambulance Nouveau-Brunswick le plus proche est situé à Lameque. L’hôpital le plus près est a Caraquet. 
Existant depuis le 20 juillet 1995, la Commission de gestion des déchets solides de la Péninsule acadienne (COGEDES) a son siège-social à Caraquet. Les déchets sont transférés au centre de transbordement de Tracadie-Sheila et les matières non-recyclables sont ensuite enfouies à Allardville.
Les francophones bénéficient du quotidien L'Acadie nouvelle, publié à Caraquet, ainsi que de l'hebdomadaire L'Étoile, de Dieppe. Les anglophones bénéficient quant à eux du quotidien Telegraph-Journal, publié à Saint-Jean.

### Sport et parcs
La plage de Pigeon Hill est une plage naturelle d'eau salée, a non surveillée et non entretenue.

## Culture

### Architecture et monuments
L'église Saint-Pie-X a été construite en 1962 grâce à une collecte de dons et des corvées. C'est un édifice en briques brunes de style moderne possédant un campanile, un toit à deux versants et un vitrail simple. L'une des œuvres d'art est un tableau de Philo Joanette représentant Saint Pie X. La paroisse est incluse dans le diocèse de Bathurst.